# السياحة في النرويج
لعل من أبرز ما ساهم في ازدهار السياحة في النرويج، هو توفرها على عدد من أكثر المناظر الطبيعية الخلاّبة في العالم، حيث يضم الساحل الغربي لجنوب البلاد وسواحل شمالها حالياً بعض المشاهد الساحرة الفريدة عالمياً. حيث صنفت منظمة ناشيونال جيوغرافيك الفيوردات النرويجية على أنها مصدر الجذب السياحي الأعلى في العالم.

## مناطق الجذب

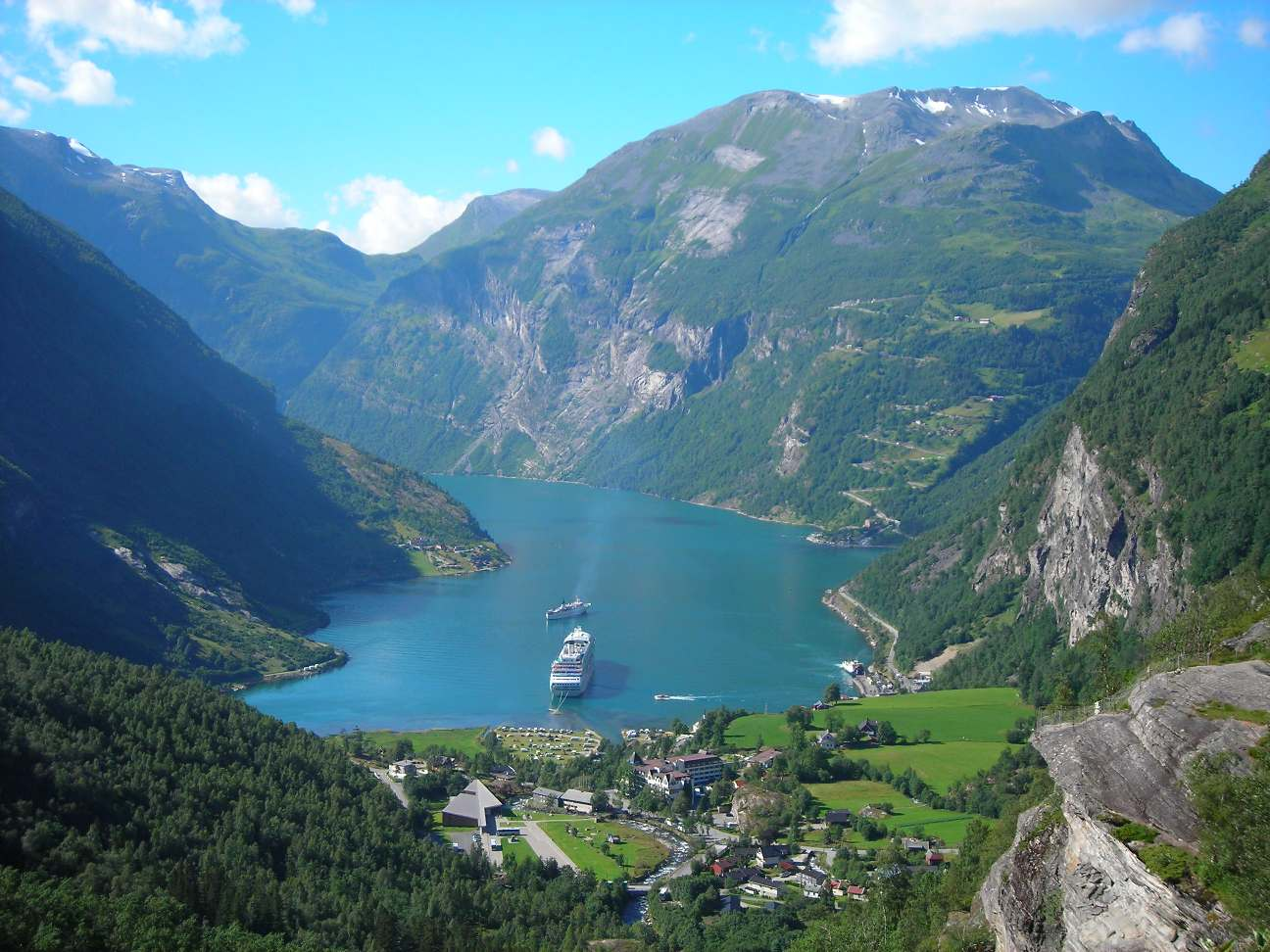
إطلالة من فيلدالسيوفيت على خليج غيرانغير وجيرانغير من الجنوب الشرقي

تعتبر المناظر الطبيعية المتنوعة التي تتميز بها النرويج والتي تمتد عبر المناطق الواقعة شمال الدائرة القطبية الشمالية من أبرز مناطق الجذب الرئيسية في البلاد. حيث تشتهر بسواحلها التي تعشش بها عدة أنواع من الطيور، إضافة إلى منتجعات التزلج، والبحيرات والغابات التي تجتذب العديد من المتنزهين وهواة التزلج. كما أن الفيوردات والجبال والشلالات التي تتواجد في شمال وغرب النرويج، تعد هي الأخرى مصدر جذب لمئات الآلاف من السياح الأجانب كل عام. أما المدن السياحية الرئيسية في البلاد فهي أوسلو، برجن، ستافانغر، ترومسو، تروندهايم.

## التصنيفات الدولية
في 2008، احتلت النرويج المرتبة ال17 في تقرير المنتدى الاقتصادي العالمي حول التنافسية السياحية في العالم.

## الزوار حسب البلد
في سنة 2015، زار حوالي 8282871 سائح أجنبي النرويج، بزيادة بلغت 8.3 في المئة عن الرقم المسجل سنة 2014 والذي بلغ 8154366 سائح. وقد احتلت الدول العشر التالية المراتب الأولى من حيث جنسيات الزوار للنرويج :
| المركز | البلد                | 2014      | 2015      |
| ------ | -------------------- | --------- | --------- |
| 1      | ألمانيا              | 1,388,978 | 1,459,908 |
| 2      | السويد               | 1,040,168 | 1,097,231 |
| 3      | الدنمارك             | 741,241   | 749,517   |
| 4      | المملكة المتحدة      | 614,876   | 704,508   |
| 5      | هولندا               | 539,733   | 567,343   |
| 6      | الولايات المتحدة     | 397,801   | 425,295   |
| 7      | فرنسا                | 301,889   | 326,866   |
| 8      | الصين                | 176,767   | 287,153   |
| 9      | إسبانيا              | 200,441   | 253,590   |
| 10     | إيطاليا              | 191,390   | 196,785   |
|        | مجموع الزوار الأجانب | 8,154,436 | 8,828,771 |

## وصلات خارجية
- VisitNorway.com